# Marsoulas
Marsoulas ist eine kleine französische Gemeinde mit 141 Einwohnern (Stand 1. Januar 2022) im Département Haute-Garonne in der Region Okzitanien.

## Lage
Marsoulas liegt am Nordrand der französischen Pyrenäen; der nächstgrößere Ort, Salies-du-Salat, liegt etwa 2,5 Kilometer westlich; die nächstgelegene Stadt ist Saint-Gaudens – sie befindet sich etwa 29 Kilometer (Fahrtstrecke) in westlicher Richtung.

## Geschichte
Informationen zur Geschichte von Marsoulas liegen nicht vor. Die am Ortsrand gelegene Höhle mit ihren prähistorischen Artefakten lässt jedoch auf eine lange Zeit menschlicher Aktivität in diesem Gebiet schließen.
Am 10. Juni 1944 richteten deutsche Truppen der 2. SS-Panzer-Division "Das Reich" – als Vergeltung für ein vorangegangenes Attentat der französischen Résistance – ein Massaker an der Zivilbevölkerung an, bei dem 28 Personen, darunter auch ein drei Monate alter Säugling, getötet wurden.

### Bevölkerungsentwicklung
| Jahr      | 1968 | 1975 | 1982 | 1990 | 1999 | 2006 | 2017 |
| Einwohner | 114  | 94   | 100  | 112  | 137  | 138  | 123  |

Bei der ersten Volkszählung in Frankreich im Jahre 1793 hatte der Ort 137 Einwohner; die maximale Einwohnerzahl von 285 wurde im Jahr 1885 erreicht.

## Wirtschaft
In Marsoulas wurde schon immer Landwirtschaft – vor allem Milch- und Weidewirtschaft – betrieben; auch die Forstwirtschaft spielt eine Rolle im wirtschaftlichen Leben des Ortes. Gegen Ende des 20. Jahrhunderts sind einige Häuser zu Ferienwohnungen umgebaut worden.

## Sehenswürdigkeiten
- Höhle von Marsoulas, für Besucher geschlossen.